# 中国科学院新疆生态与地理研究所
43°51′51″N 87°33′44″E / 43.86426°N 87.56229°E

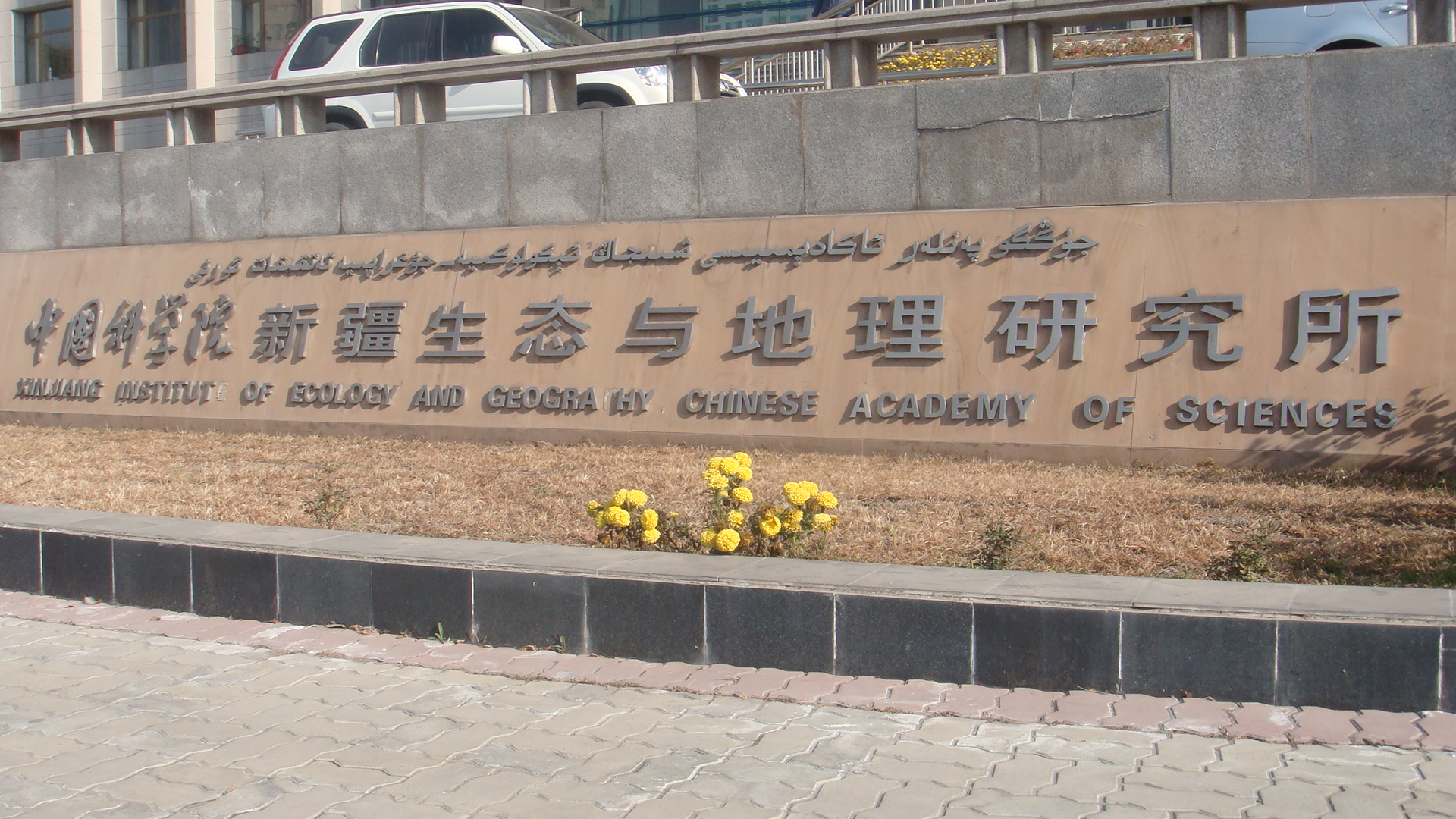
中国科学院新疆生态与地理研究所

中国科学院新疆生态与地理研究所是中华人民共和国新疆生态与地理研究机构，是中国科学院的直属研究单位，所址位于新疆维吾尔自治区乌鲁木齐市。

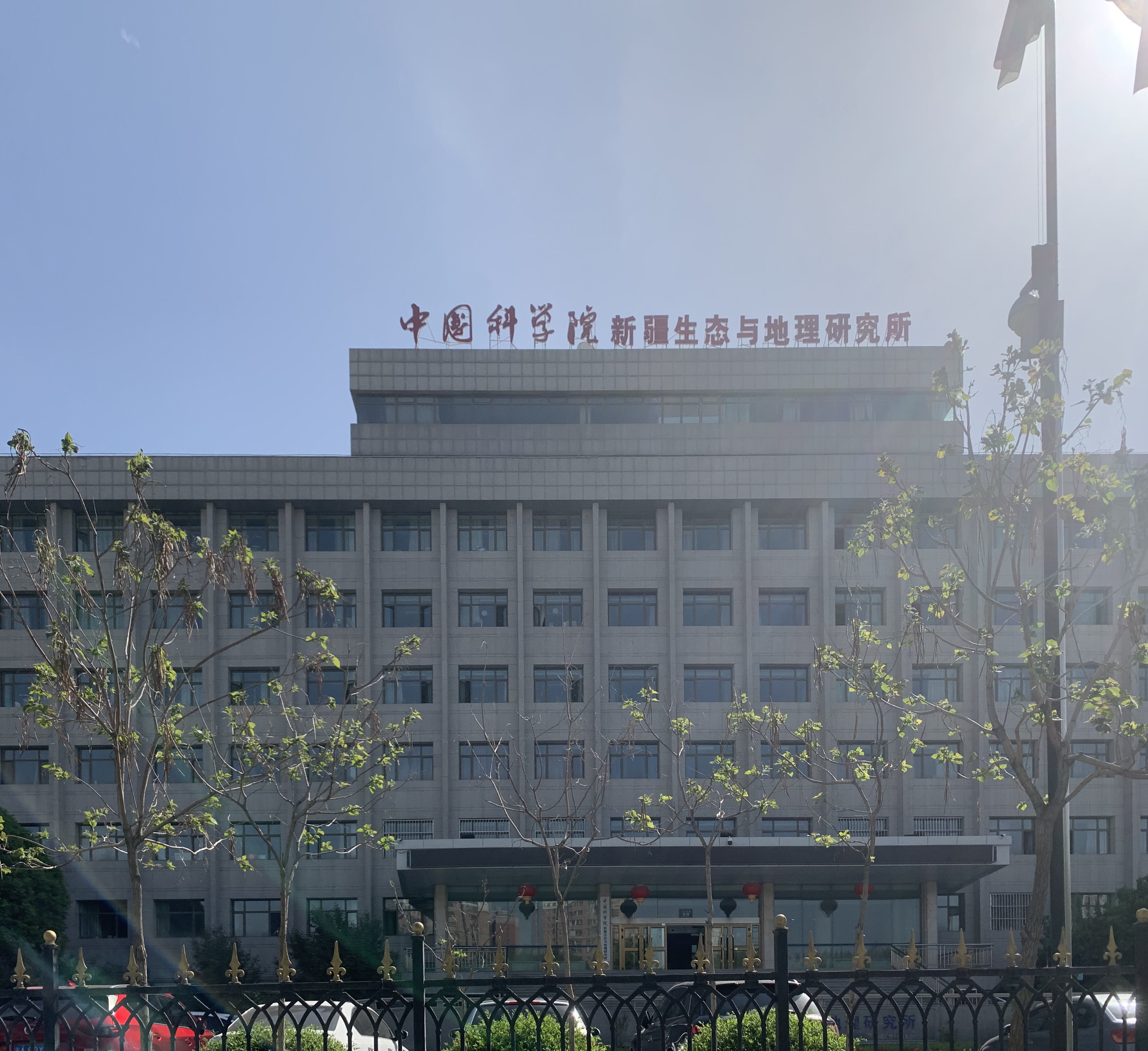
中国科学院新疆生态与地理研究所（2021年5月7日）

## 历史沿革
1998年，中国科学院新疆生物土壤沙漠研究所和中国科学院新疆地理研究所合并组建中国科学院新疆生态与地理研究所。